# 世新廣播電臺
世新廣播電臺，為台灣世新大學附屬的、非營利的廣播電臺，是中華民國最早由學校附設，提供學生實習研究的廣播電臺，也是目前唯一一個同時擁有AM（調幅）、FM（調頻）與網路廣播的學校電臺。電臺創辦人為世新大學創辦人成舍我先生，首任臺長為中國廣播公司台灣廣播電台前副臺長鄭崇武先生。
世新廣播電臺是全台灣校園電臺中，少數維持365天每日正常播音的校園電臺；一般隸屬於大專院校的校園電臺，大多配合學校行政單位作息。

## 歷史
- 1958年9月1日記者節，AM729 調幅廣播正式對外播音。
- 2001年3月26日廣播節，FM88.1 調頻廣播正式對外播音。
- 2003年5月14日網路廣播正式線上播出。
- 2013年10月15日世新電臺 APP 線上隨身聽 iOS 與 Android 同步上線。
- 2018年3月26日官方網站提供 Live 與 Audio on Demand 收聽。
- 2021年3月1日 AM729 與 FM88.1 頻道節目聯播。
- 2021年8月1日世新廣播電臺學生實習組織正式啟動。
- 2022年9月19日世新廣播電臺影音播客直播間正式開播。
- 2024年2月19日搬遷至全媒體大樓，全新錄音室正式啟用。

## 頻道簡介

### AM調幅
頻道：729。定位為「讀書人的頻道」為聽眾提供各類讀書、進修、語文學習、日常生活等資訊。

### FM調頻
頻道：88.1。定位為流行音樂網，提供聽眾優質的音樂與相關訊息。

## 電臺節目簡介
電臺成員均由校內教、職人員擔任，節目製作、主持則大部份由學生擔任，老師從旁輔導。節目約可分為：新聞、綜藝、教學、音樂、公共服務等。除了學生製播的節目外，世新電臺也安排了許多具有社會、文化及教育意義的節目。

### 語文教學節目
目前有「空中英語教室」、「進修級彭蒙惠英語」、「大家說英語」、「生活英語每日一句」、「台灣俗諺每日一句」、「永漢日語」、「開口笑觀光英語」、「如歌寶島－雙語時間」等，提供聽眾學習的資訊與機會。

### 社會文化與公共服務節目
為了提昇節目素質，世新電臺也主動與政府相關單位聯合製播各類節目，以配合政府施政。自民國78年迄今，世新電臺先後承製行政院文化建設委員會各項文化節目，如「崑曲名劇與生活」、「娜魯灣」、「福爾摩莎」、「原野的呼喚」、「戲曲選粹」等；行政院環境保護署衛生宣導；中國國民黨中央委員會青年工作會社教節目「青春看招」；財政部台灣省北區國稅局「國稅天地」等。

### 國際交流節目
為服務外僑、做好國民外交，自88年5月起衛星直播英國BBC之節目，90年起又陸續與德國之聲、澳洲國家廣播電台、法國之聲合作。

### 選情開票節目
世新電臺曾於2016年選舉期間，籌備3個月的選情報導節目。其中參與節目製播者，均為剛屆滿20歲的「首投族」，節目製播均由「首投族」規劃完成，應為台灣選情報導節目的創舉。節目每周派發校園記者跟隨選區候選人貼身採訪，並邀請立委參選人林昶佐、苗博雅、范雲、潘翰聲、陳家宏及尤瑞敏與校園主持人對談「青年議題」，亦籌辦了一場針對文山區選民的政策座談會。
2016年1月16日投票日，開闢5小時直播「選情開票節目－決戰台北五六八」，進行現場連線報導，亦邀請公民監督國會聯盟辦公室主任洪國鈞進行分析。

### 現場轉播節目
世新電臺為提升主持人具備製播大型節目的能力，於2016年入夏，結合世新大學民謠吉他社主辦的「第十屆新弦獎校園吉他歌唱大賽」，籌辦現場直播節目，並拍攝一系列宣傳短片。該檔節目邀請音樂製作人周治平參與直播節目做即時講評。

### 影音直播節目
因應媒體匯流趨勢，世新電臺於2016年第二季便嘗試推出影音直播節目，利用Facebook粉絲專頁，籌製多檔網路節目。初期節目維持既有廣播平台的同步播出，自2017年第四季，調整為純Facebook播出，並於2018年第二季，借用專業電視攝影棚製播。
此外，為在管理學院之影音播客直播間於2022年9月19日啟用，同時在此製播多檔影音直播節目。如週一至週四中午 12:00-13:00 播出的音樂節目《哈囉，午安》提供學生高頻次節目練習機會，培養成音、導播、主持能力；週五中午 12:00-13:00 直播由世新大學出品的《翠谷名人播客室》，由校內師長訪談優秀校友，培養學生製播訪談節目的能力。

## 歷任校園DJ
陶曉清、吳建恆、黃子佼、鄭開來、田麗雲、林宗慶、王晴、蕭丁毓、高明慧、蔣珮珮、秦夢眾、周治平
豆子、幸福DJ林威、李世揚、郭如舜、朱家綺、洪嘉勵、朱家綺、王月芳、王俊傑、王柏盛、王智弘
王筱瑤、王遠帆、王薏如、伍寬和、何真真、吳愛東、吳翔宇、吳聲瑋、杜翊嘉、林孟瑀、林宜靜、林建光
林佳樺、林嘉三、林依榕、洪嘉勵、胡祥華、孫傳賢、高瑞麟、常俊漢、張忠恕、張順祥、梁明達、莊志偉
許儷齡、郭如舜、陳世耀、陳志仁、陳怡君、陳炳燕、陳泰貞、陳雅菱、黃建鈞、黃昱哲、黃鈺潔、葉育軒
劉昌斌、劉國泰、蔣珮珮、蔡煌元、鄭偉銘、鄧文娟、蕭安順、蕭惠文、謝佳穎、謝勁程、簡啟哲、羅弘旭、蘇建志

## 外部連結
- 官方网站
- 世新大學（页面存档备份，存于）
- 世新廣播電臺的Facebook專頁